# 김기방
김기방(1981년 5월 31일 ~ )은 대한민국의 배우이다.

## 학력
- 배재고등학교

## 연기 활동

### 영화
- 2005년 《잠복근무》 ... 피뽑는 조직원 역
- 2006년 《뚝방전설》 ... 고삐리 4 역
- 2008년 《쌍화점》 ... 벽란도 가게 주인 역
- 2008년 《환상기담》
- 2008년 《과속 스캔들》 ... PD 역
- 2008년 《걸스카우트》 ... 공익요원 역
- 2008년 《울학교 이티》 ... 먹통 역
- 2009년 《낙원 - 파라다이스》 ... 사환 역
- 2011년 《화이트: 저주의 멜로디》 ... 매니저 역
- 2012년 《강철대오: 구국의 철가방》 ... 봉수 역
- 2013년 《밤의 여왕》 ... 종배 역
- 2013년 《청야》 ... 차 피디 역
- 2019년 《오만》 ... 정기현 역
- 2022년 《해적: 도깨비 깃발》 (특별출연)

### 드라마
- 2005년 MBC 미니시리즈 《내 이름은 김삼순》 ... 설거지맨 역
- 2006년 SBS 드라마스페셜 《연인》
- 2007년 MBC 미니시리즈 《고맙습니다》 ... 송두섭 역
- 2007년 MBC 일일시트콤 《김치 치즈 스마일》 ... 정 기사 역
- 2007년 MBC 미니시리즈 《뉴하트》 ... 이동권의 매니저 역
- 2008년 수퍼 액션 8부작드라마 《서영의 스파이》
- 2008년 OCN 4부작드라마 《유혹의 기술》
- 2008년 MBC 미니시리즈 《라이프 특별조사팀》
- 2009년 KBS 미니시리즈 《꽃보다 남자》 ... 봄춘식 역
- 2009년 E채널 미니시리즈 《기담전설 2》〈소름〉 ... 나 감독 역
- 2009년 SBS 드라마스페셜 《크리스마스에 눈이 올까요?》 ... 차부산 역
- 2010년 KBS 미니시리즈 《부자의 탄생》 ... 오성호텔 벨맨 박강우 역
- 2011년 MBC 특별기획드라마 《짝패》 ... 곰치 역
- 2011년 SBS 대기획 《뿌리깊은 나무》 ... 초탁 역
- 2012년 MBC 미니시리즈 《골든타임》 ... 김도형 역
- 2013년 MBC 월화드라마 《구가의 서》 ... 억만 역
- 2013년 MBC 수목드라마 《메디컬 탑팀》 ... 정훈민 역
- 2014년 SBS 드라마스페셜 《내겐 너무 사랑스러운 그녀》 ... 유상봉 역
- 2014년 tvN 금토드라마 《미생》
- 2014년 MBC 2부작드라마 《드라마 페스티벌 - 포틴》
- 2015년 tvN 금토드라마 《하트 투 하트》 ... 양 형사 역
- 2016년 tvN 월화드라마 《치즈인더트랩》 ... 공주용 역
- 2016년 SBS 월화드라마 《육룡이 나르샤》 ... 초탁 역
- 2016년 KBS 수목드라마 《함부로 애틋하게》
- 2016년 tvN 불금불토스페셜 《안투라지》
- 2017년 KBS 월화드라마 《저글러스》 ... 박치수 대리 역
- 2018년 SBS 월화드라마 《키스 먼저 할까요》 ... 이충걸 역
- 2021년 KBS 월화드라마 《꽃 피면 달 생각하고》 ... 춘개 역
- 2022년 ENA 월화드라마 《아무것도 하고 싶지 않아》 ... 여름의 오빠 역

### 웹예능
- 2023년 유튜브 《소통의 神》- 게스트

### 뮤직비디오
- 2006년 이승기 - 남자가 여자를 사랑할 때
- 2007년 이승기 - 착한 거짓말

### 기타
- 《개그콘서트》 동창회특집 니글니글 (특별출연)

## 가족 관계
- 배우자 : 김희경
  - 아들 (2020년 12월 3일 ~ )